# شهرستان فولتن (کنتاکی)
شهرستان فولتن، کنتاکی (به انگلیسی: Fulton County, Kentucky) یک سکونتگاه مسکونی در ایالات متحده آمریکا است که در کنتاکی واقع شده‌است.